# Bleu d'enfer
Ne doit pas être confondu avec Bleu comme l'enfer.
Série
Bleu d'enfer 2 : Le Récif
(2009)
Pour plus de détails, voir Fiche technique et Distribution.
Bleu d'enfer (Into the Blue) est un film américain réalisé par John Stockwell et sorti en 2005.

## Synopsis
Installé aux Bahamas, Jared est moniteur de plongée sous-marine pour touristes et travaille pour un patron imbuvable. Il rêve de trouver une épave mais l'argent lui manque pour réaliser son projet. Sa fiancée, Sam, le console en attendant des jours meilleurs. Débarque alors Bryce, un vieil ami de Jared, accompagné d'une blonde sculpturale rencontrée la veille. Avocat plutôt véreux, Bryce les invite dans une villa mise à sa disposition par l'un de ses clients. Lors d'une plongée, les quatre amis découvrent ce qui pourrait être une épave, qui pourrait être le légendaire Zephyr. Mais juste à côté se trouve une carcasse d'avion avec à son bord une cargaison de drogue qui va attirer bien des convoitises.

## Fiche technique
Sauf indication contraire, les informations mentionnées dans cette section peuvent être confirmées par la base de données cinématographiques IMDb,  présente dans la section « Liens externes ».
- Titre francophone : Bleu d'enfer
- Titre original : Into the Blue
- Réalisation : John Stockwell
- Scénario : Matt Johnson
- Musique : Paul Haslinger
- Photographie : Shane Hurlbut
- Montage : Nicolas De Toth (de) et Dennis Virkler (en)
- Décors : Maia Javan
- Costumes : Leesa Evans
- Production : David Zelon
- Société de production : Mandalay Pictures
- Sociétés de distribution : Columbia Pictures, Metro-Goldwyn-Mayer, 20th Century Fox
- Pays d'origine :  États-Unis
- Langue originale : Anglais
- Format : Couleurs - 2,35:1 - Dolby Digital - 35 mm
- Genre : action, aventure
- Durée : 110 minutes
- Dates de sortie :
  - États-Unis : 30 septembre 2005
  - Belgique : 2 novembre 2005
  - France : 9 août 2006

## Distribution
- Paul Walker (VF : Adrien Antoine ; VQ : Martin Watier) : Jared Cole
- Jessica Alba (VF : Barbara Delsol) : Sam
- Scott Caan (VF : Lionel Melet) : Bryce
- Ashley Scott (VF : Armelle Gallaud) : Amanda
- Josh Brolin (VF : Guillaume Orsat) : Bates
- James Frain (VF : Pierre Tessier) : Reyes
- Tyson Beckford (VF : Christophe Peyroux) : Primo
- Dwayne Adway (VF : Bruno Henry) : Roy
- Javon Frazer : Danny
- Chris Taloa : Quinn
- Peter R.V. Bowleg Jr. : Jake
- Clifford McIntosh : Kash

## Production
Bleu d'enfer est le remake non officiel du film de Peter Yates intitulé Les Grands Fonds (The Deep) (1977).

### Tournage
Le tournage a lieu de janvier à mars 2004, aux Bahamas, en Floride et aux îles Caïmans.

## Autour du film
Jessica Alba et Ashley Scott ont précédemment jouées ensemble dans la série Dark Angel.

### Suite
Une suite, Bleu d'enfer 2 : Le Récif (Into the Blue 2: The Reef), est sortie directement en DVD en 2009.